# Sky over Holland
Sky over Holland is een Nederlandse documentaire uit 1967, die geregisseerd werd door John Fernhout.

## Achtergrond
Het hoogtepunt uit de carrière van John Fernhout, filmmaker en telg uit een beroemde kunstenaarsfamilie, vormde de spectaculaire 70mm documentaire Sky over Holland. In deze film werd de verwantschap getoond tussen de Nederlandse schilderkunst en het Nederlandse landschap.
Opdrachtgever was de Stichting Wereldtentoonstelling Montréal 1967 die hiervoor een half miljoen gulden beschikbaar stelde. Hiermee kon Fernhout onder meer de volumineuze 70mm camera in de neus van een Hunter straaljager laten aanbrengen om zo indrukwekkende luchtopnamen te maken.
De pers reageerde gereserveerd, maar de bezoekers van de wereldtentoonstelling 67 waren verrukt van de haarscherpe beelden op een doek van 20 meter breedte met stereofonisch geluid. In Cannes mocht Fernhout in 1967 een Gouden Palm voor de film in ontvangst nemen, en in 1968 werd de film genomineerd voor een Oscar.

### Schilderkunst
De in de film getoonde schilderijen zijn afkomstig uit openbare Nederlandse verzamelingen:
- Gezicht op Delft, Johannes Vermeer, c. 1660 – Mauritshuis
- Gezicht op Haarlem, Jacob van Ruisdael, c. 1670 – Mauritshuis
- De stenen brug, Rembrandt, c. 1638 – Rijksmuseum
- Winterlandschap met schaatsers, Hendrick Avercamp, c. 1608 – Rijksmuseum
- "Soo voer gesongen, soo na gepepen", Jan Steen, c. 1665 – Mauritshuis
- Cunerakerk, Rhenen, Pieter Saenredam, 1655 – Mauritshuis
- Schipbreuk voor het strand (in spiegelbeeld?), Jan Porcellis, 1631 – Mauritshuis
- Rotterdam, Johan Barthold Jongkind, 1856 – Stedelijk Museum Amsterdam
- Herfstlandschap, Vincent van Gogh, 1885 – Kröller-Müller Museum
- Knotwilgen bij ondergaande zon, Vincent van Gogh, 1888 – Kröller-Müller Museum
- Landweg in de Provence bij nacht, Vincent van Gogh, 1890 – Kröller-Müller Museum
- Olijfgaard, Vincent van Gogh, 1889 – Kröller-Müller Museum
- Portret van Joseph Roulin, Vincent van Gogh, 1889 – Kröller-Müller Museum
- Compositie no. II, Piet Mondriaan, 1913 – Kröller-Müller Museum
- Compositie met rood, geel en blauw, Piet Mondriaan, 1927 – Kröller-Müller Museum

### Galerij

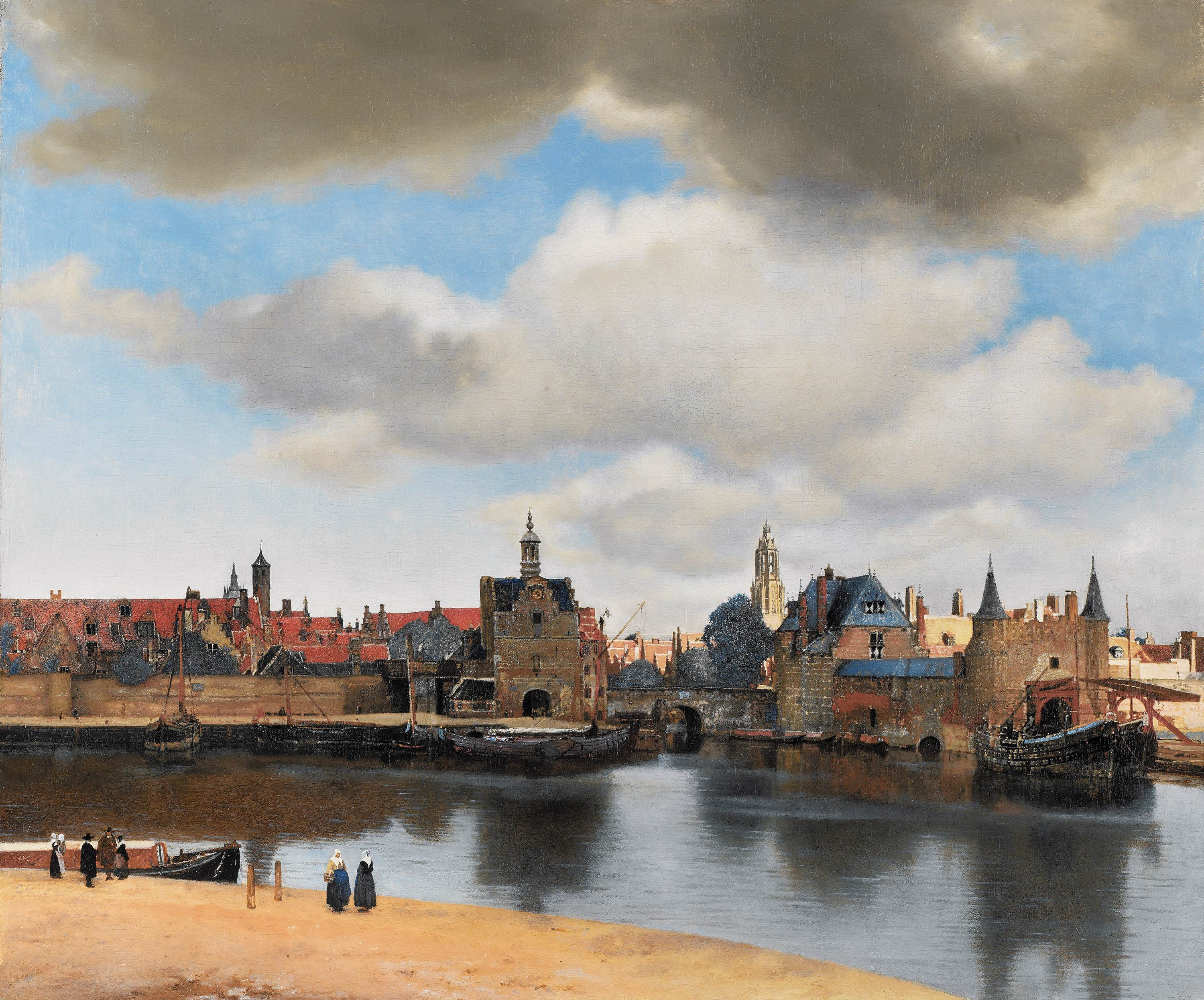
Gezicht op Delft, Johannes Vermeer
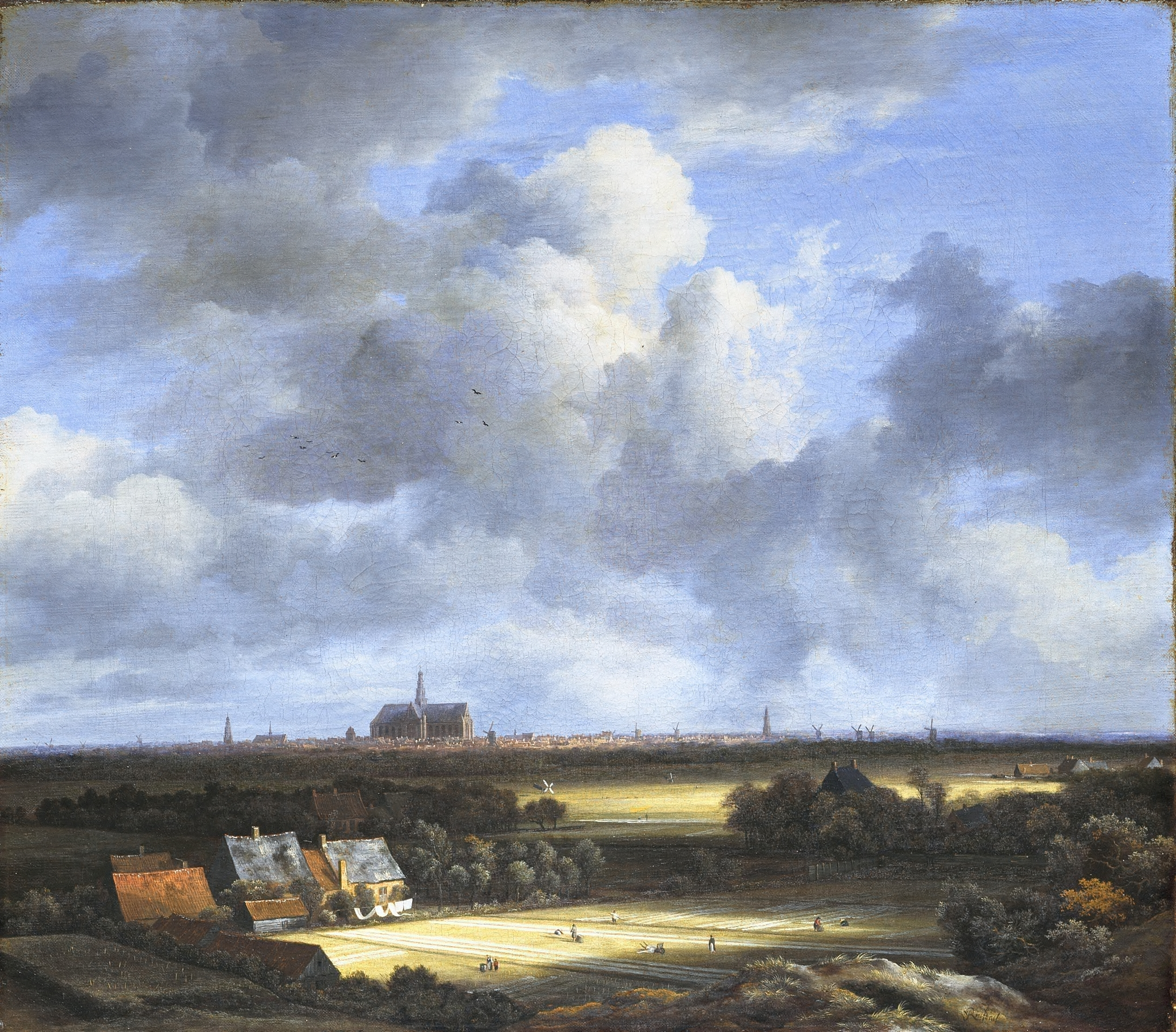
Gezicht op Haarlem, Jacob Isaacksz. van Ruisdael
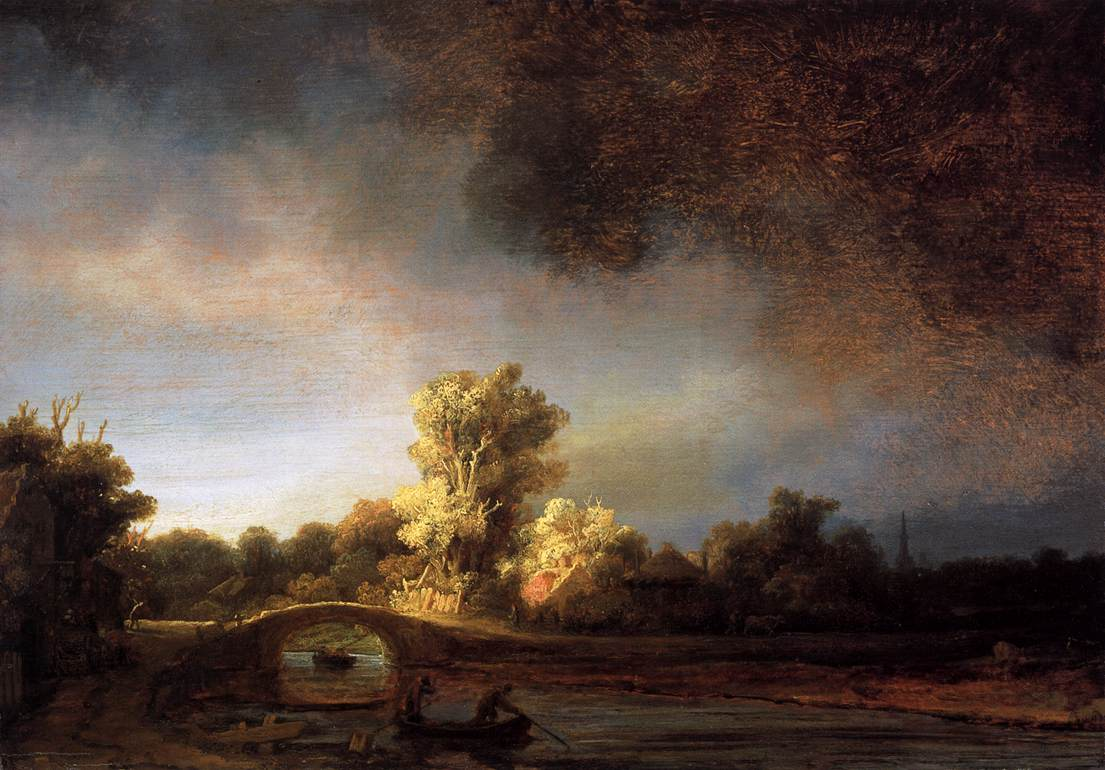
De stenen brug, Rembrandt
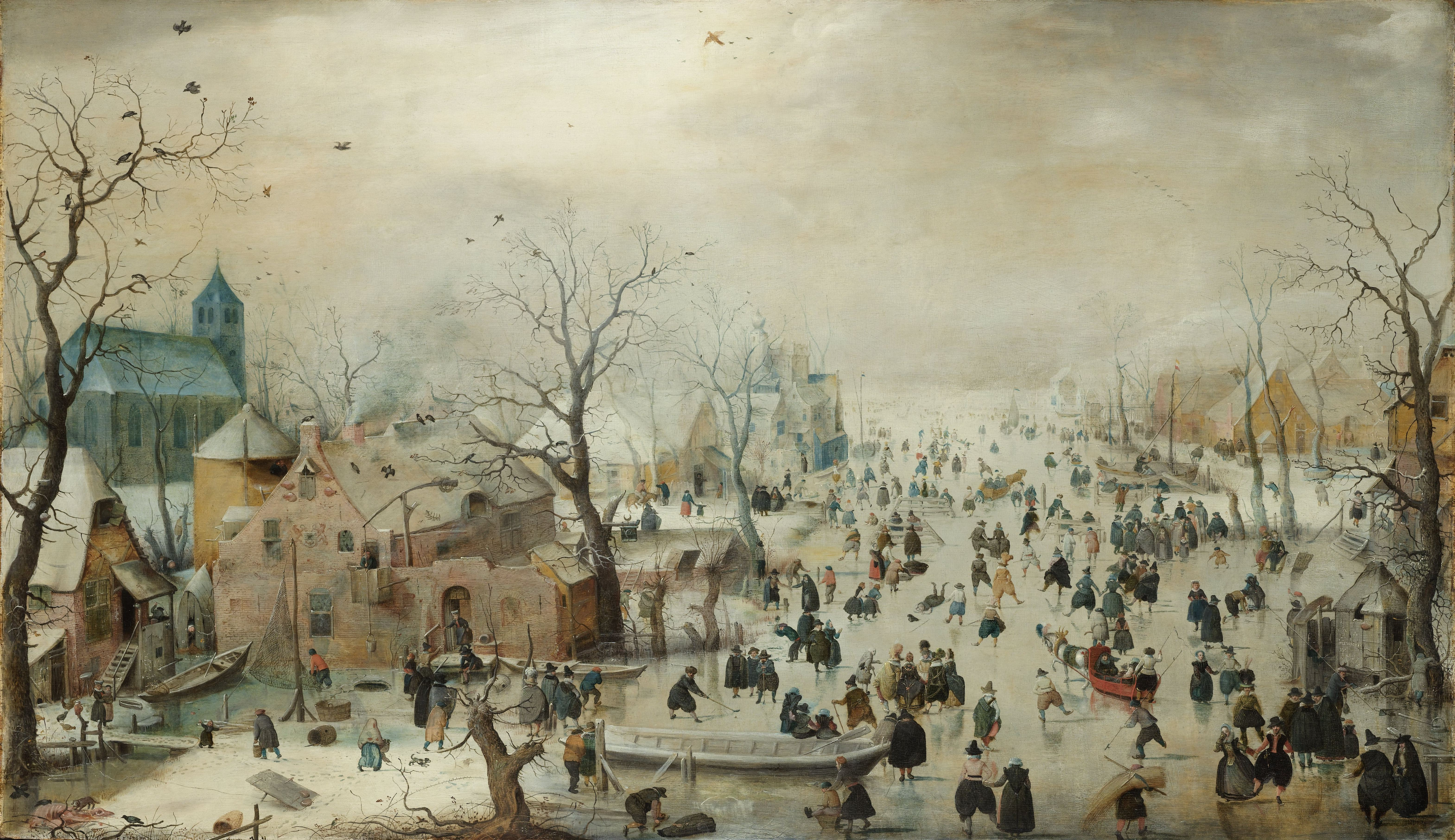
Winterlandschap met schaatsers, Hendrick Avercamp
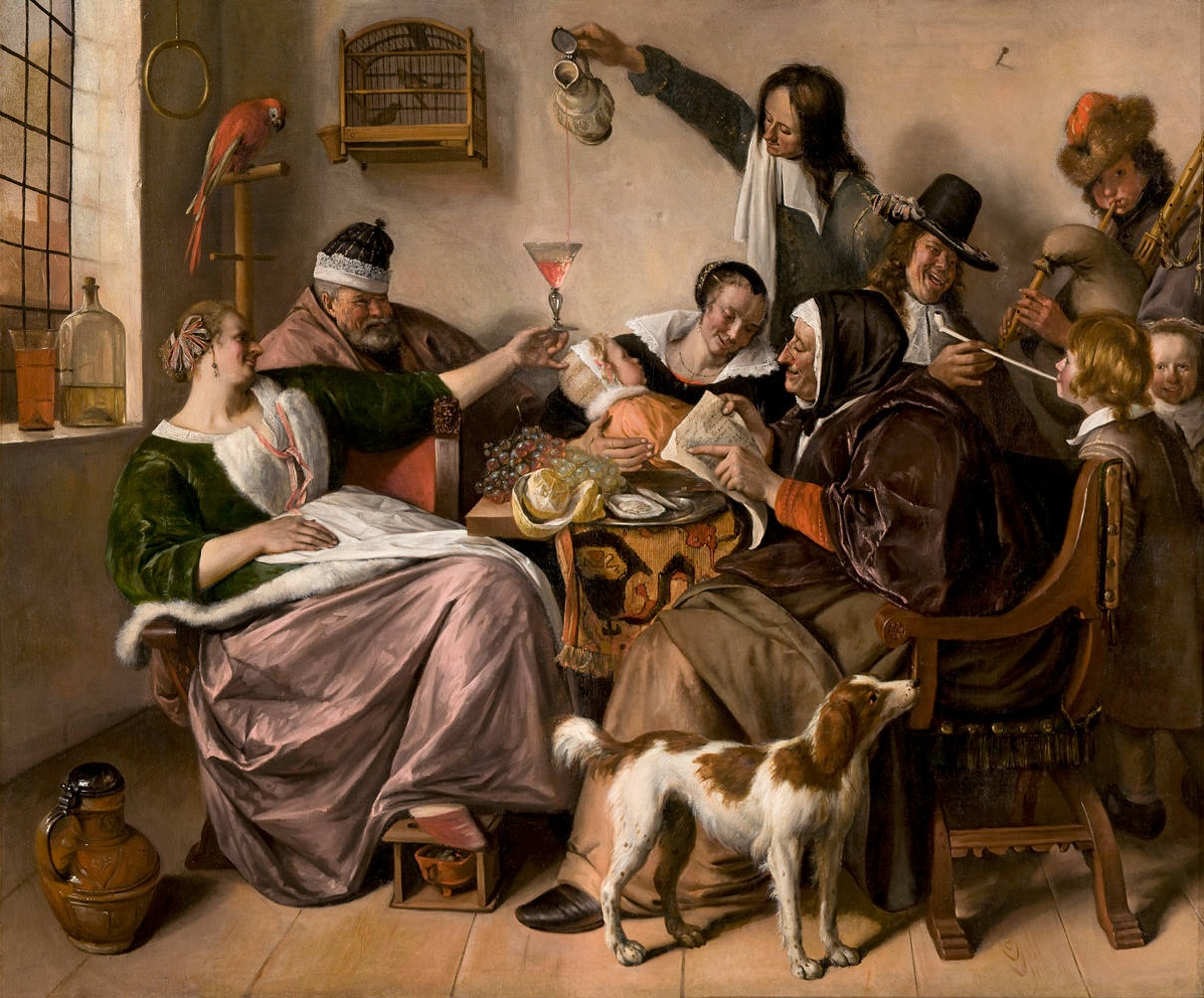
"Soo voer gesongen, soo na gepepen", Jan Steen
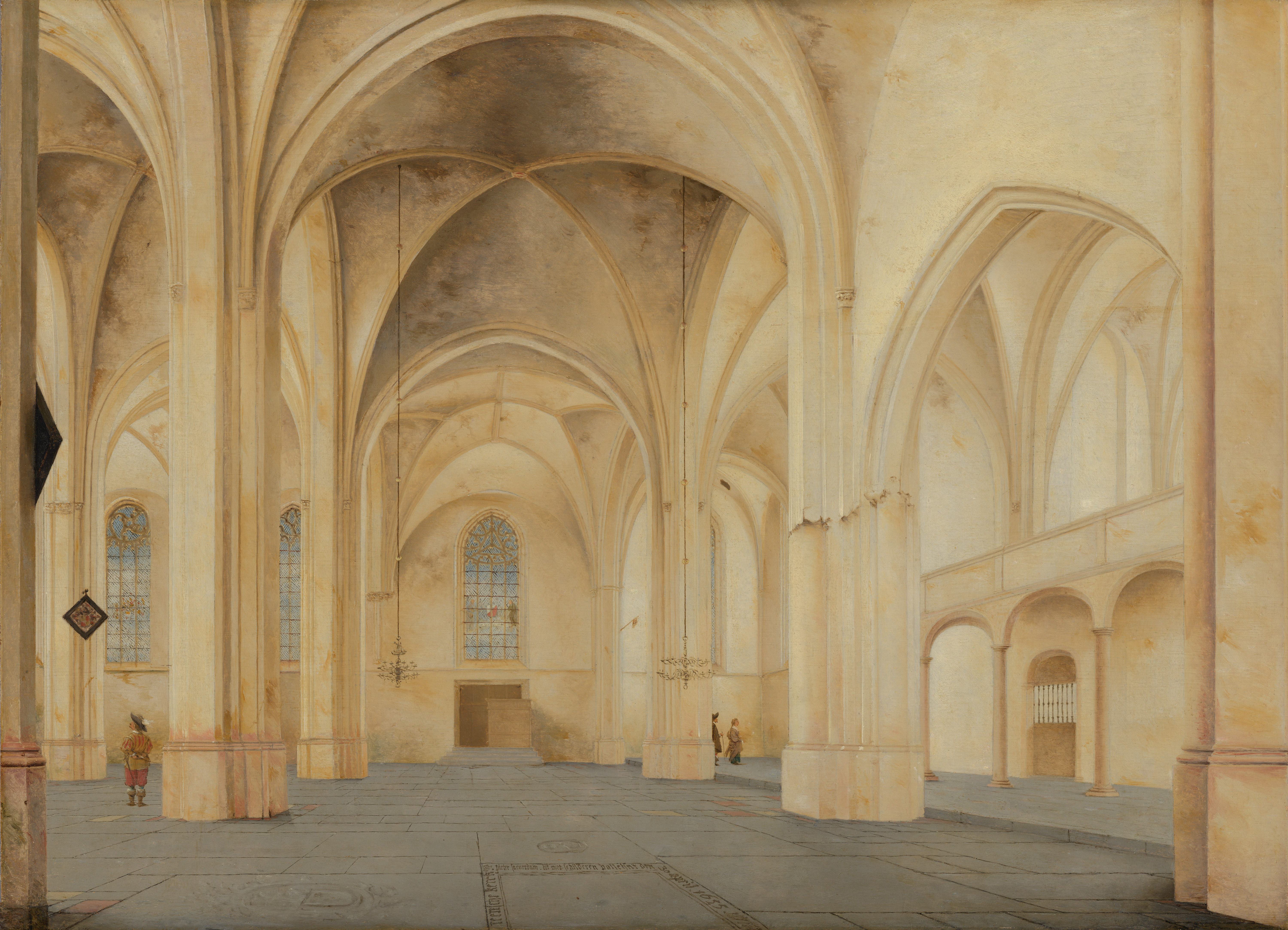
Cunerakerk te Rhenen, Pieter Saenredam
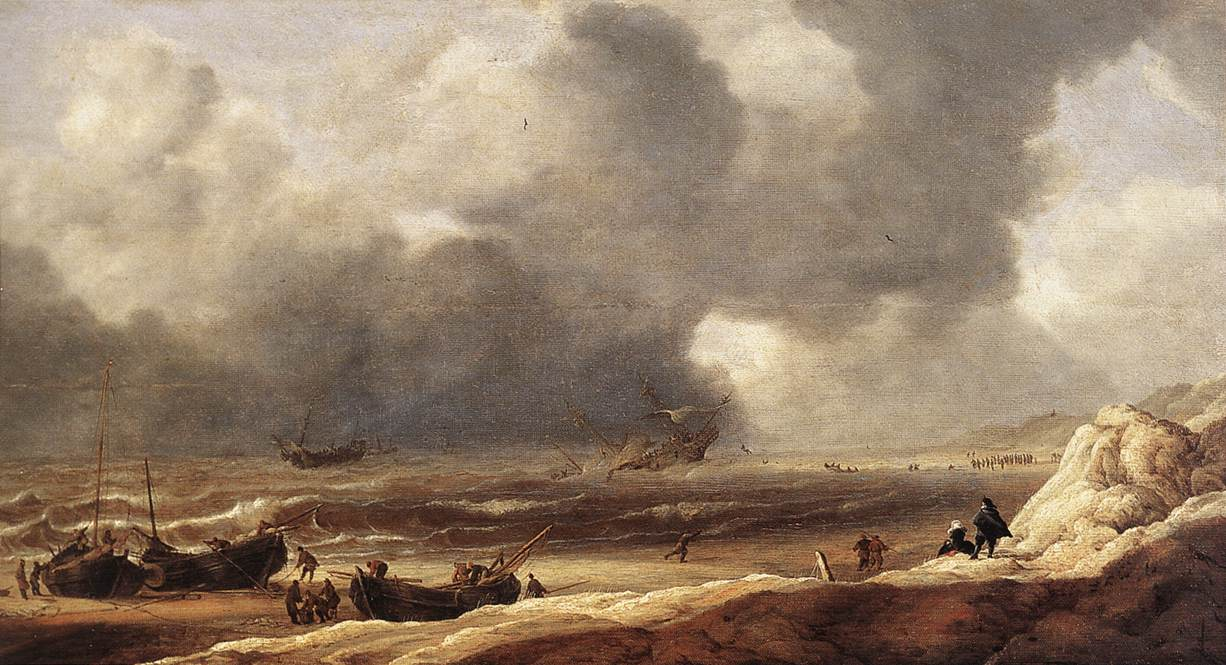
Schipbreuk voor het strand, Jan Porcellis
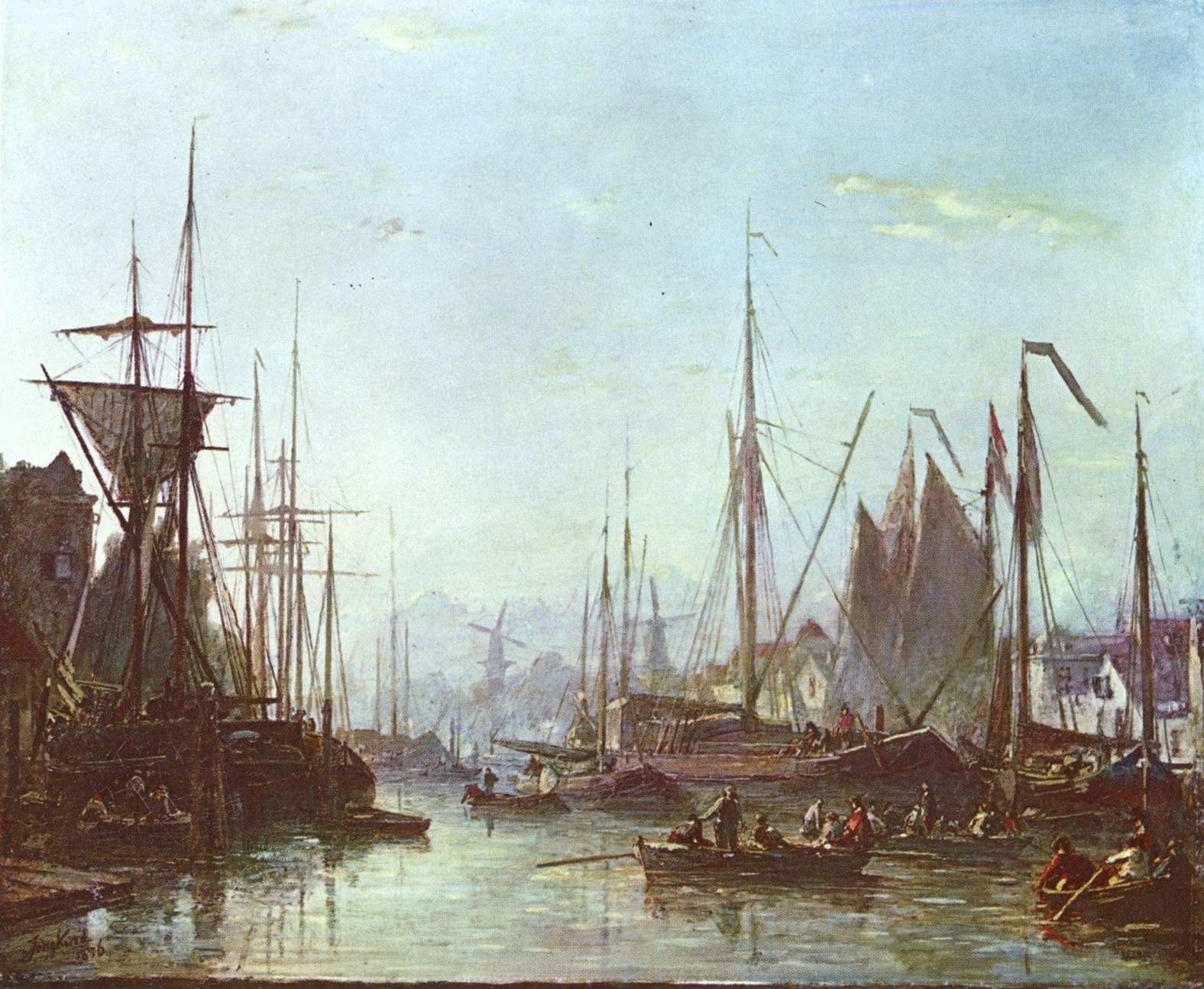
Rotterdam, Johan Barthold Jongkind
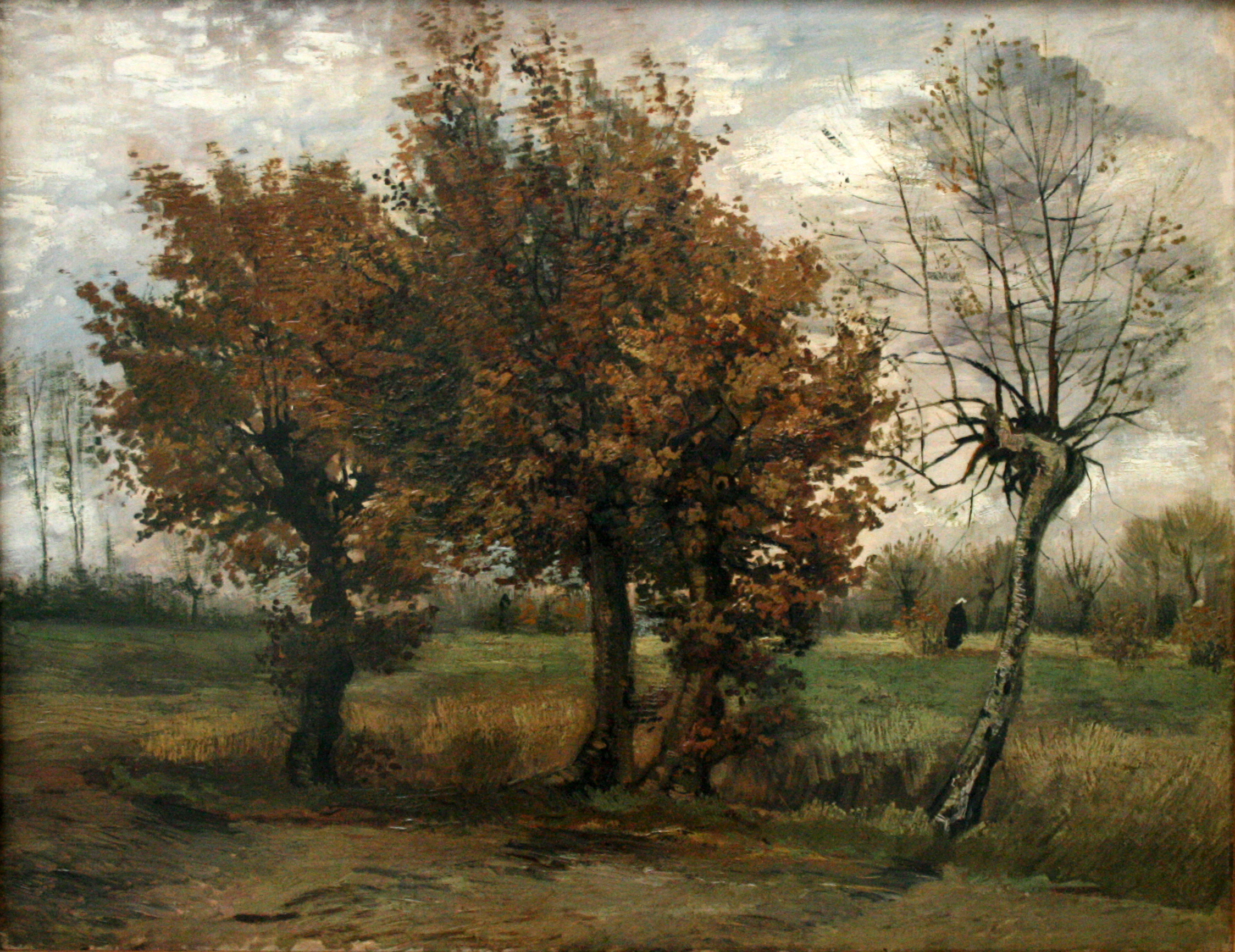
Herfstlandschap, Vincent van Gogh
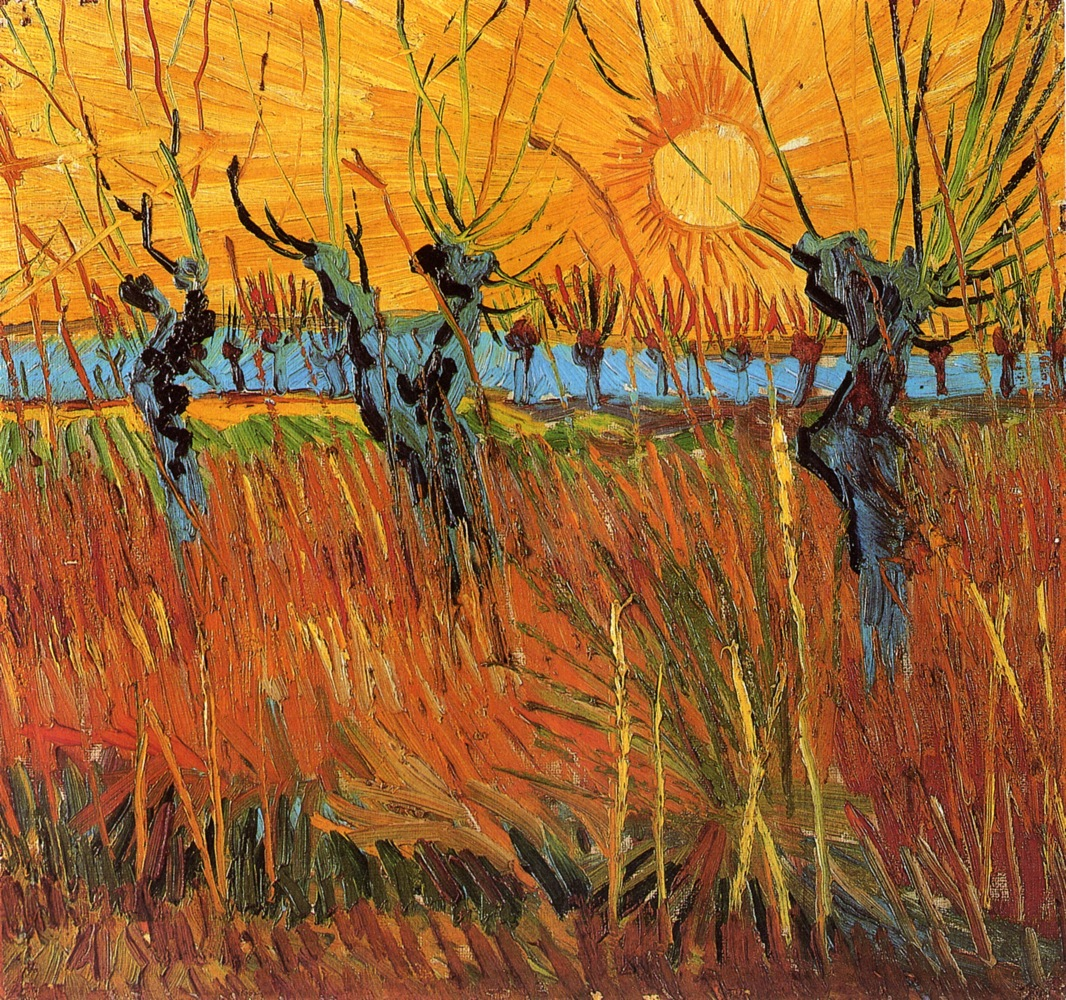
Knotwilgen bij ondergaande zon, Vincent van Gogh
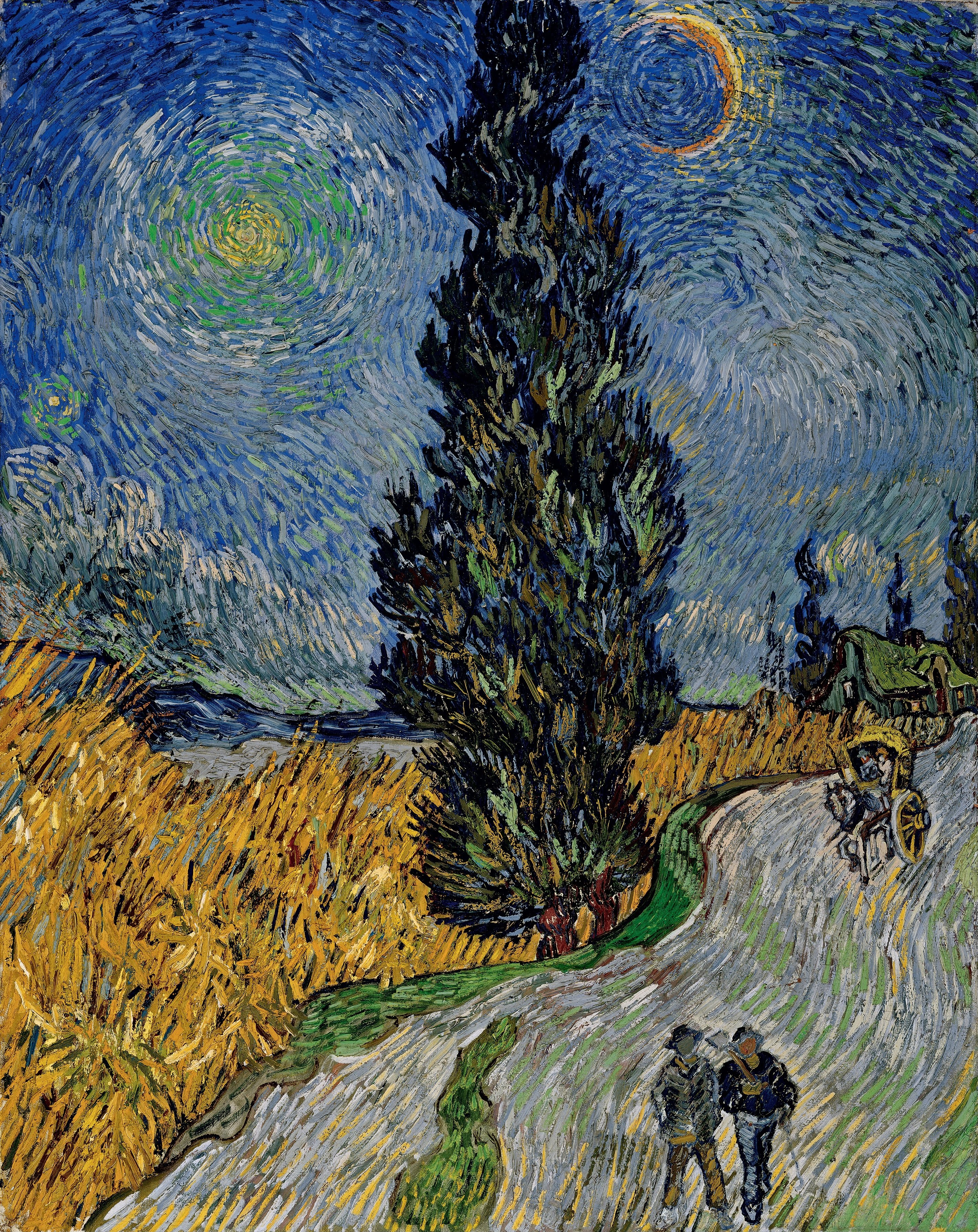
Landweg in de Provence bij nacht, Vincent van Gogh
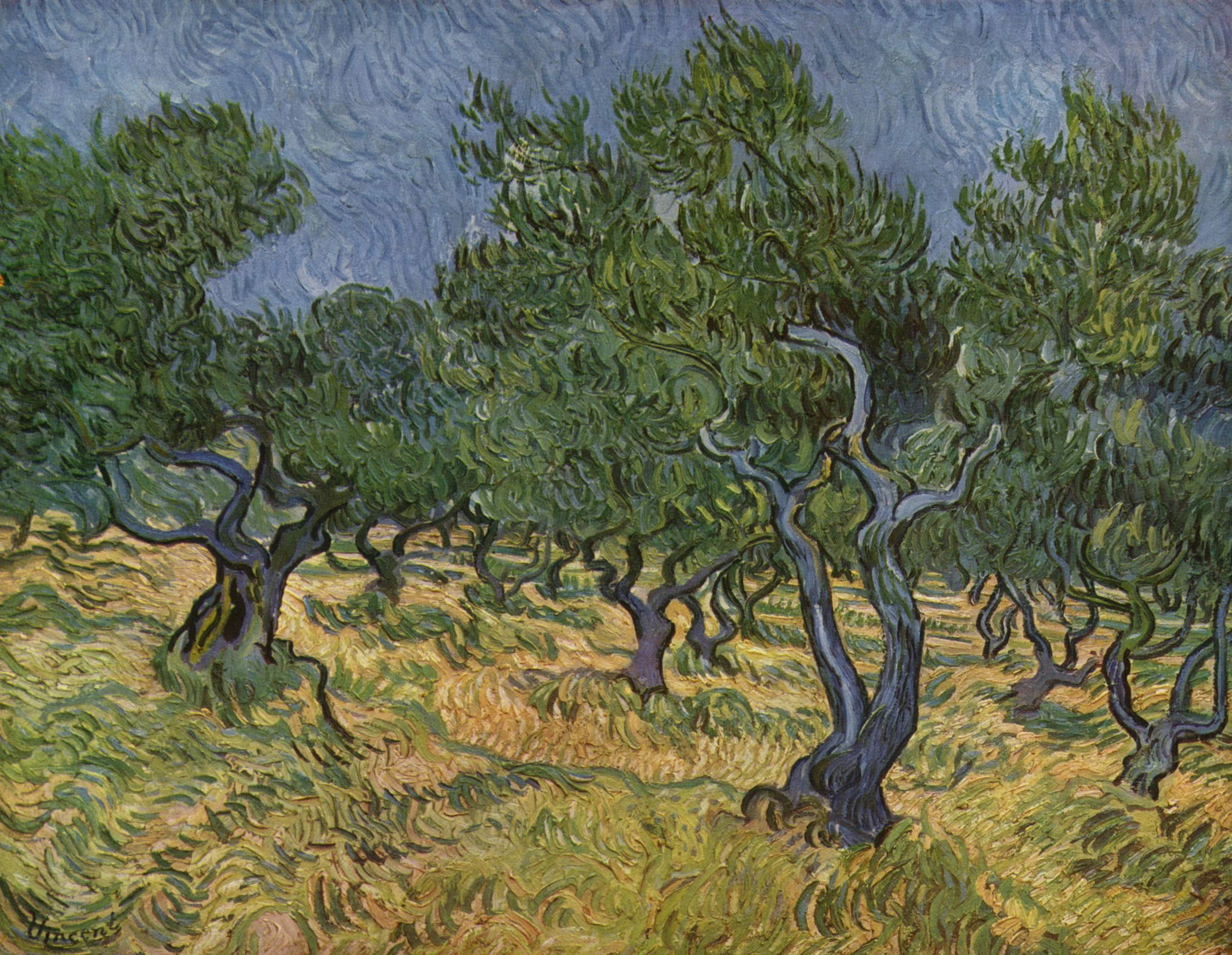
Olijfgaard, Vincent van Gogh
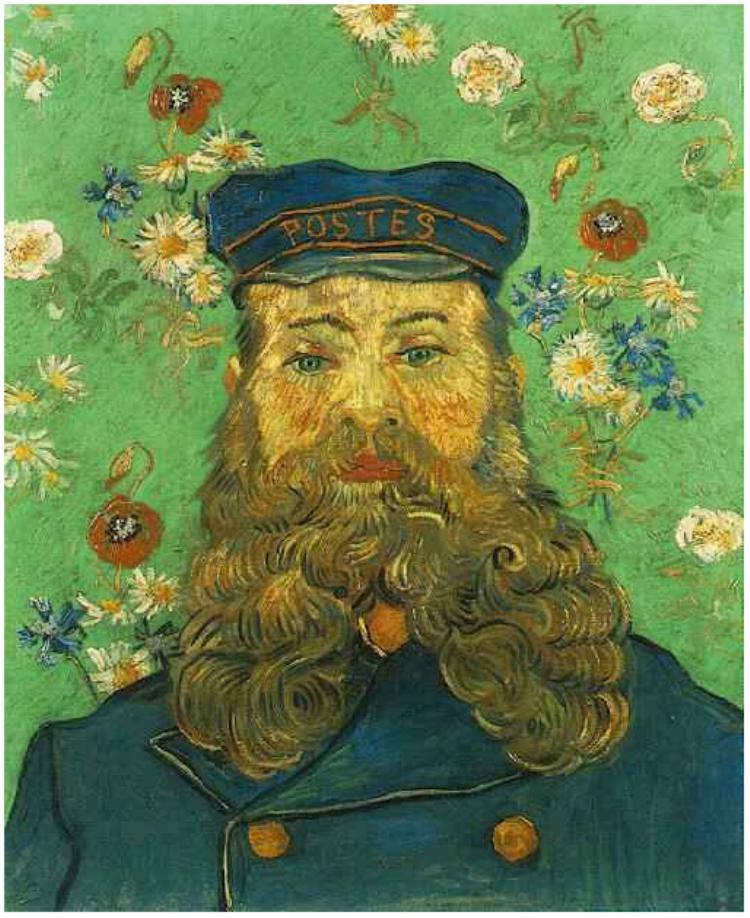
Portret van Joseph Roulin, Vincent van Gogh
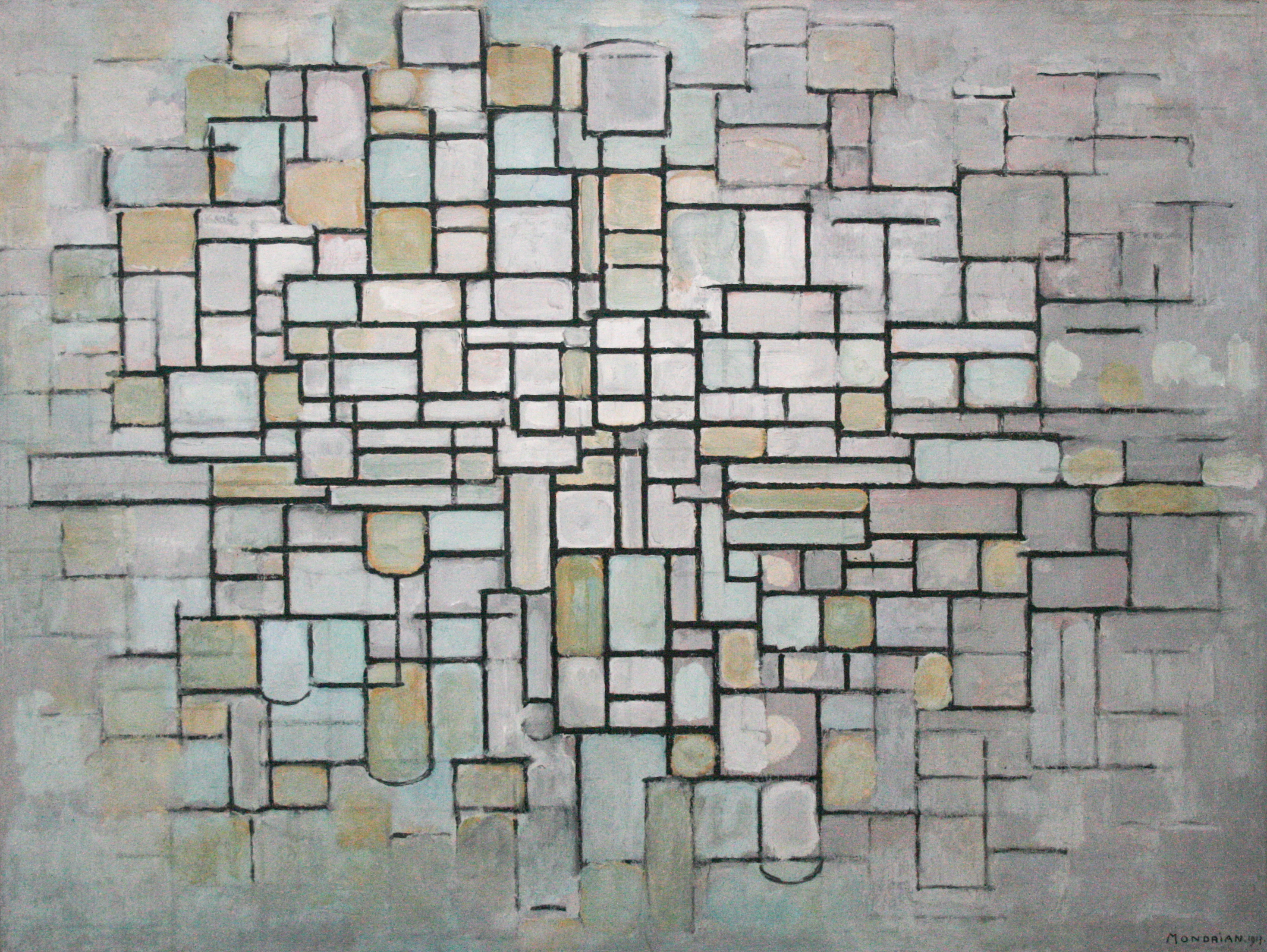
Compositie no. II, Piet Mondriaan
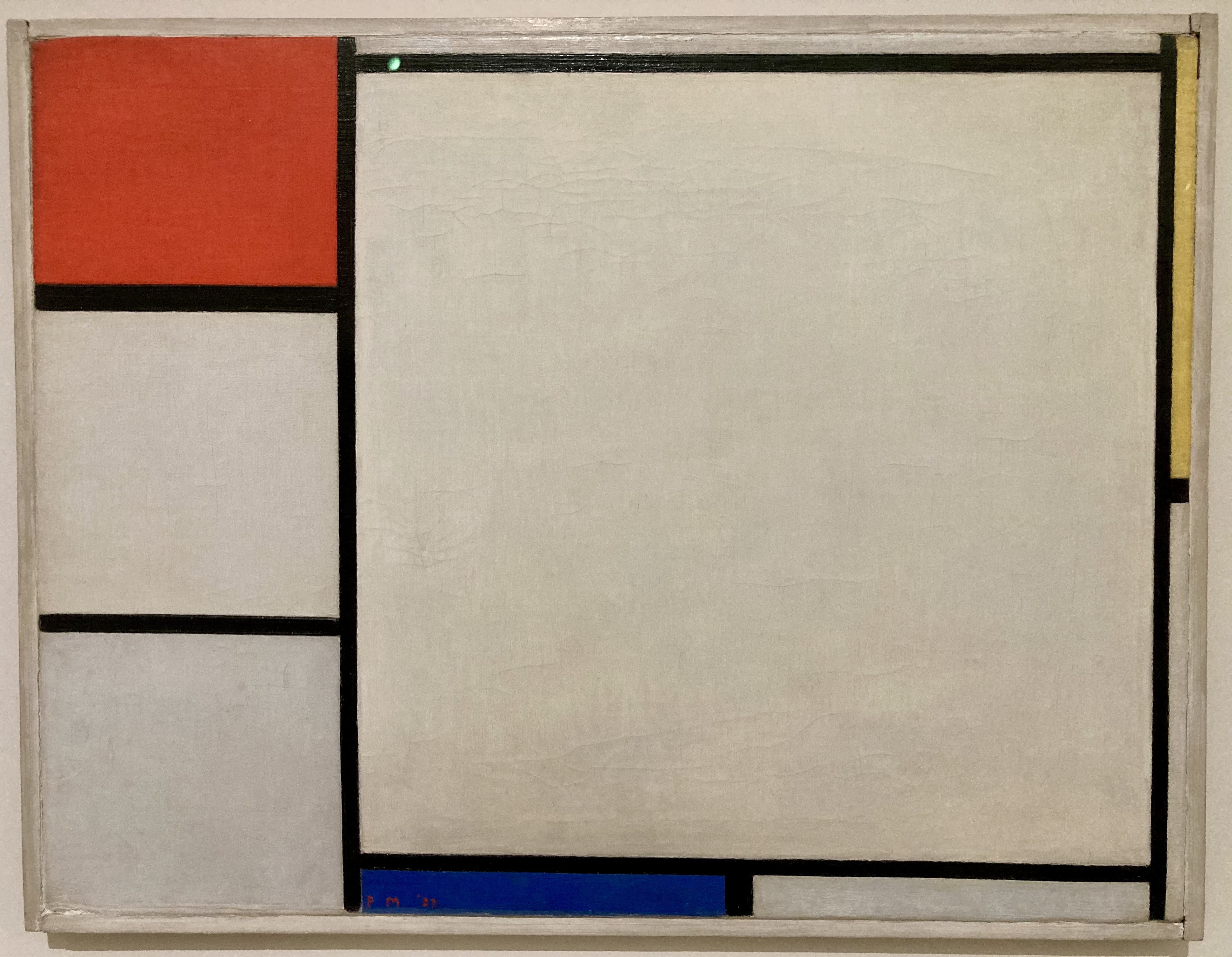
Compositie met rood, geel en blauw, Piet Mondriaan